# Harry Kim (Star Trek)
„Harry Kim” este un personaj din serialul TV Star Trek: Voyager din franciza Star Trek.
Este interpretat de Garrett Wang.
Sublocotenentul Harry Kim este un ofițer uman al Flotei Stelare. El deține funcția de ofițer de operațiuni la bordul navei USS Voyager.
La momentul în care Voyager este atrasă în cvadrantul Delta, Harry tocmai absolvise cursurile Academiei, fiind vizibil emoționat de noua sa misiune.